# Claudia Cornejo
Claudia Eugenia Cornejo Mohme (Lima, 3 de octubre de 1981) es una politóloga y política peruana. Se desempeñó desde el 18 de noviembre de 2020 hasta el 28 de julio de 2021 en el cargo Ministra de Comercio Exterior y Turismo del Gobierno de Francisco Sagasti.

## Biografía
Nació en Lima, el 3 de octubre de 1981. Hija de María Eugenia Mohme Seminario y de Fernando Cornejo Herrera. Es sobrina directa del expresidente Martín Vizcarra, nieta del empresario, periodista y exparlamentario Gustavo Mohme Llona, así como descendiente del científico Scipión Llona. 
Realizó sus estudios escolares en el Colegio San Silvestre de la ciudad de Lima.
Estudió Ciencia política y Gobierno en Lafayette College en Pensilvania, en la cual obtuvo el grado de Bachiller. Realizó un Máster en Comunicación política en la Escuela de Economía y Ciencia Política de Londres así como un diploma en Dirección Comercial en la Universidad de Piura.
En 2002 ingresó al Ministerio de Comercio Exterior y Turismo como Asistente del viceministro de Comercio Exterior Alfredo Ferrero Diez-Canseco. En 2003, pasó a ser asesora del ministro Ferrero, cargo en el que permaneció hasta agosto de 2005.
En el 2006 pasó a la Comisión de Promoción del Perú para la Exportación y el Turismo (PromPerú) como Asesora de la Dirección Ejecutiva hasta 2009.
En octubre del 2009, fue designada subdirectora de Turismo Interno, cargo en el que permaneció hasta enero de 2010.
En enero del 2010, fue designada Directora Nacional de Desarrollo Turístico del Ministerio de Comercio Exterior y Turismo, cargo en el que permaneció hasta julio de 2011.
En agosto del 2011, fue designada Viceministra de Turismo del Perú por el presidente Ollanta Humala, cargo en el que se mantuvo hasta noviembre de 2013 bajo la gestión de José Silva Martinot.
De agosto del 2014 a agosto de 2016 fue Directora de Consultoría de Deloitte Perú.
De 2016 a 2019 fue Gerente General de la Confederación Nacional de Instituciones Empresariales Privadas (CONFIEP).
Es miembro de la Fundación Gustavo Mohme Llona.

## Vida política
Cornejo inicia su carrera política en las elecciones parlamentarias del 2020, donde postuló al Congreso de la República por el Partido Morado. Sin embargo, no resultó elegida.

### Ministra de Estado
El 18 de noviembre del 2020, fue nombrada Ministra de Comercio Exterior y Turismo por el presidente Francisco Sagasti.